# Gran Premi del Brasil del 2000
Resultats del Gran Premi de Brasil de Fórmula 1 de la temporada 2000, disputat al circuit de Interlagos, el 26 de març del 2000.

## Resultats
| Pos | No | Pilot                 | Equip                  | Voltes | Temps/ Retirada               | Pos. de sortida | Punts |
| --- | -- | --------------------- | ---------------------- | ------ | ----------------------------- | --------------- | ----- |
| 1   | 3  | Michael Schumacher    | Ferrari                | 71     | 1h 31' 35. 271                | 3               | 10    |
| 2   | 11 | Giancarlo Fisichella  | Benetton - Playlife    | 71     | + 39.898 s                    | 5               | 6     |
| 3   | 5  | Heinz-Harald Frentzen | Jordan - Mugen - Honda | 71     | + 42.268 s                    | 7               | 4     |
| 4   | 6  | Jarno Trulli          | Jordan - Mugen - Honda | 71     | + 1' 12.780 min.              | 12              | 3     |
| 5   | 9  | Ralf Schumacher       | Williams - BMW         | 70     | + 1 Volta                     | 11              | 2     |
| 6   | 10 | Jenson Button         | Williams - BMW         | 70     | + 1 Volta                     | 9               | 1     |
| 7   | 19 | Jos Verstappen        | Arrows - Supertec      | 70     | + 1 Volta                     | 14              |       |
| 8   | 18 | Pedro de la Rosa      | Arrows - Supertec      | 70     | + 1 Volta                     | 16              |       |
| 9   | 23 | Ricardo Zonta         | BAR - Honda            | 69     | + 2 Voltes                    | 8               |       |
| 10  | 21 | Gaston Mazzacane      | Minardi - Fondmetal    | 69     | + 2 Voltes                    | 20              |       |
| DSQ | 2  | David Coulthard       | McLaren - Mercedes     | 71     | Irregularitats aleró davanter | 2               |       |
| Ret | 8  | Johnny Herbert        | Jaguar - Cosworth      | 51     | Caixa canvi                   | 17              |       |
| Ret | 20 | Marc Gené             | Minardi - Fondmetal    | 31     | Motor                         | 18              |       |
| Ret | 1  | Mika Häkkinen         | McLaren - Mercedes     | 30     | Pressió de l'oli              | 1               |       |
| Ret | 4  | Rubens Barrichello    | Ferrari                | 27     | Hidràulics                    | 4               |       |
| Ret | 7  | Eddie Irvine          | Jaguar - Cosworth      | 20     | Virolla                       | 6               |       |
| Ret | 22 | Jacques Villeneuve    | BAR - Honda            | 16     | Caixa canvi                   | 10              |       |
| Ret | 14 | Jean Alesi            | Prost - Peugeot        | 11     | Prob. elèctrics               | 15              |       |
| Ret | 15 | Nick Heidfeld         | Prost - Peugeot        | 9      | Motor                         | 19              |       |
| Ret | 12 | Alexander Wurz        | Benetton - Playlife    | 6      | Motor                         | 13              |       |
| WD  | 16 | Pedro Diniz           | Sauber - Petronas      | 0      | Prob. de seguretat            | 0               |       |
| WD  | 17 | Mika Salo             | Sauber - Petronas      | 0      | Prob. de seguretat            | 0               |       |

## Altres
- Pole: Mika Häkkinen 	1' 14. 111

- Volta ràpida: Michael Schumacher 1' 14. 755 (a la volta 48)